# 巴特迪本
巴特迪本（德語：Bad Düben，發音：[ˌbaːt ˈdyːbm̩] ⓘ）是德国萨克森州北萨克森县的城市，面积45.81平方千米，2023年12月31日人口为7,859人。